# السکاندر پولکینگ
السکاندر پولکینگ (آلمانی: Alexandré Pölking؛ زادهٔ ۱۲ مارس ۱۹۷۶) یک بازیکن سابق و مربی فوتبال اهل برزیل - آلمان است.
از باشگاه‌هایی که در آن بازی کرده‌است می‌توان به باشگاه فوتبال دارمشتات ۹۸ و باشگاه فوتبال آپوئل اشاره کرد.